# Proiphys alba
Proiphys alba är en amaryllisväxtart som först beskrevs av Robert Brown, och fick sitt nu gällande namn av David John Mabberley. Proiphys alba ingår i släktet Proiphys och familjen amaryllisväxter. Inga underarter finns listade i Catalogue of Life.